# Cardiosyne
Genre
Espèces de rang inférieur
- † Cardiosyne obesa Martins Neto & Gallego in Martins-Neto, Gallego & Mancuso, 2006 (espèce type)
- † Cardiosyne elegans Martins Neto & Gallego in Martins-Neto, Gallego & Mancuso, 2006

Cardiosyne est un genre fossile de coléoptères de la famille des Elateridae. Les deux espèces connues datent du Trias supérieur et ont été trouvées en Argentine.
Les auteurs ayant décrit les deux espèces précisent que l'assignation à la famille des élatéridés n'est qu'indicative et que, de par la forme inhabituelle des élytres en forme de cœur, elles pourraient constituer une nouvelle famille.

## Classification
Le genre Cardiosyne est décrit en 2006 par Martins-Neto & Gallego,.

## Liste des espèces

### Cardiosyne obesa
C'est l'espèce type de son genre. Le spécimen type est un élytre portant le numéro d'identification PULR-I 324. La localité type est Picos Gemelos (5e cycle), qui est un niveau argileux d'origine lacustre du Carnien de la formation de Los Rastros en Argentine. Cette espèce a aussi été trouvée sur le site de Rio Gualo dans la même formation géologique mais au sein d'un autre niveau (2e cycle).

### Cardiosyne elegans
Le spécimen type est un élytre portant le numéro d'identification PULR-I 312. La localité type est Rio Gualo (5ème cycle), qui est un niveau argileux d'origine lacustre du Carnien de la formation de Los Rastros en Argentine.

## Paléoenvironnement
La formation de Los Rastros est connue pour ses nombreux restes fossiles d'insectes, sédimentés dans des argiles lacustres laminées grises à noires, déposées au fond d'un lac assez profond. Ces insectes sont très variés, ils appartiennent aux groupes des coléoptères, hémiptères, plécoptères, blattoptères, dictyoptères, orthoptères, etc.

### Publication originale
- [2006] (en) R. G. Martins-Neto et O. F. Gallego, « Taxonomy; The Triassic insect fauna from Argentina. Coleoptera from the Los Rastros Formation (Bermejo Basin), La Rioja Province », Ameghiniana, vol. 43, no 3,‎ 2006, p. 1-20.